# マジックモーメント
『マジックモーメント』は2014年6月18日にエピックレコードジャパンからリリースされたふくろうずの4thフルアルバム。

## 概要
3年ぶりのフルアルバムは、DVD付初回限定盤と通常盤の2形態で発売。ボーナス・トラックとして、the pillows結成25周年記念トリビュート・アルバム『ROCK AND SYMPATHY -tribute to the pillows-』に初収録された、ふくろうずによるカヴァー「ハイブリッド レインボウ」が収録されている。
DVD付の初回生産限定盤には、デビュー以降これまでのミュージック・ビデオ、メイキング映像、ライブ映像などを収録。

## 収録曲
1-12作詞・作曲：内田万里 　13作詞・作曲：山中さわお　編曲；ふくろうず
1. GINGA GO(ダイジェスト)
2. デスティニー
3. 夜の淵
4. ユアソング
5. テレビジョン
6. ドキドキ
7. マーベラス!
8. イージーカム・イージーゴー
9. 春の嵐
10. 37.3
11. ベッドタウン
12. 赤い糸
13. ハイブリッドレインボウ (ボーナス・トラック)※the pillowsカヴァー

## DVD収録内容【初回生産限定盤】
1. できない (Music Video)
2. マシュマロ (Music Video)
3. ごめんね (Music Video)
4. 砂漠の流刑地(Music Video)
5. カシオペア (DEMOバージョン) (Music Video)
6. テレフォンNo.1 (Music Video)
7. 37.3 (Music Video)
8. マーベラス! (Music Video)
9. テレフォン No.1 (Music Videoメイキング 前編・後編)
10. 砂漠の流刑地 (2014.3.14 北とぴあライブ)